# Kim-Sarah Brandts

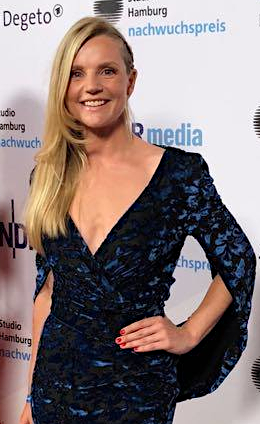
Kim-Sarah Brandts beim Studio Hamburg Nachwuchspreis 2018

Kim-Sarah Brandts (* 21. Mai 1983 in Itzehoe) ist eine deutsche Schauspielerin und Synchronsprecherin.

## Leben
Brandts wuchs in Glückstadt, einer Kleinstadt nahe Itzehoe, auf, besuchte die örtliche Grundschule und zunächst das dortige Detlefsengymnasium, wo sie ab der 6. Klasse in einer Theater-AG erste Erfahrungen sammelte. Später wechselte sie auf die Elsa-Brändström-Schule, ein Gymnasium in Elmshorn.
Zuerst war sie in Kino- und TV-Trailern der Soaps Marienhof und Verbotene Liebe zu sehen, später bekam sie eine Rolle in der Fernsehserie St. Angela, wofür sie 2001 die Schule verließ. Bis 2005 spielte sie dort die Krankenpflegerin Jule. 2006 war Brandts in dem Fernsehfilm Film Im Tal der wilden Rosen: Verzicht aus Liebe zu sehen. Von 2006 bis 2009, in den Jahren 2011 und 2012 als Episodenrolle, war sie als Jule Jansen in der Telenovela des Ersten, Rote Rosen, zu sehen. Von 2012 bis 2014 war Kim-Sarah Brandts wieder fester Bestandteil der Telenovela. Im Jahr 2012 erhielt sie eine Rolle in Das Traumschiff-Singapur/Bintan. Im Jahr 2015 war Kim-Sarah Brandts das erste Mal in einer Rosamunde Pilcher-Verfilmung zu sehen.
Für die Oktober-Ausgabe 2004 des Männermagazins Maxim war Kim-Sarah Brandts an der Seite von zwei St. Angela-Kolleginnen (Kerstin Radt und Sanna Englund) auf der Titelseite zu sehen. 2011 spielte sie die Schulleiterin Helena Schmidt-Heisig in der Sat.1-Telenovela Hand aufs Herz.

## Filmografie (Auswahl)
- 2001–2005: St. Angela
- 2003: Broti & Pacek – Irgendwas ist immer
- 2006: Im Tal der wilden Rosen: Verzicht aus Liebe
- 2008: Neues aus Büttenwarder
- 2009: Mord in bester Gesellschaft – Alles Böse zum Hochzeitstag
- 2006–2009, 2011, 2012, 2012–2014, 2016, 2021: Rote Rosen
- 2011: Hand aufs Herz
- 2011: Stubbe – Von Fall zu Fall – In dieser Nacht
- 2011: Morden im Norden – Der Marzipanmörder
- 2012: Das Traumschiff – Singapur/Bintan
- 2014: Rosamunde Pilcher – Wahlversprechen und andere Lügen
- 2015: Zwischensaison (Kurzfilm)
- 2017: In aller Freundschaft – Die jungen Ärzte – Vertrau mir!
- 2018: Rosamunde Pilcher – Geerbtes Glück
- 2019: Familie Dr. Kleist – Bitteres Glück
- 2021: SOKO Wismar – Respekt
- 2023: Mordsschwestern – Verbrechen ist Familiensache – Die Made

## Nominierungen
- German Soap Award 2012
  - Beste Schauspielerin
  - Sexiest Woman